# Lewis-Zahl
Die Lewis-Zahl {\displaystyle {\mathit {Le}}} (nach Warren Lewis) ist eine dimensionslose Kennzahl der Physik. 
Bei der Wärme- und Stoffübertragung stellt sie das Verhältnis von Wärmeleitung zu Diffusion dar, ausgedrückt als Quotient aus Temperaturleitfähigkeit {\displaystyle a} und Diffusionskoeffizient {\displaystyle D:}
{\displaystyle {\mathit {Le}}={\frac {a}{D}}={\frac {\lambda }{D\cdot c_{\mathrm {p} }\cdot \rho }}}
Die Lewis-Zahl setzt die Dicke der thermischen Grenzschicht ins Verhältnis zur Konzentrationsgrenzschicht. Gemäß obiger Gleichung lässt sich die Temperaturleitfähigkeit aus der Wärmeleitfähigkeit {\displaystyle \lambda }, der isobaren spezifischen Wärmekapazität {\displaystyle c_{\mathrm {p} }} und der Dichte {\displaystyle \rho } des Fluids berechnen.
Durch Erweitern mit der dynamischen Viskosität {\displaystyle \eta } lässt sich die Lewis-Zahl auch als Quotient von Schmidt-Zahl {\displaystyle {\mathit {Sc}}} und Prandtl-Zahl {\displaystyle {\mathit {Pr}}} darstellen:
{\displaystyle {\mathit {Le}}={\frac {\mathit {Sc}}{\mathit {Pr}}}={\frac {\eta }{\rho \cdot D}}\cdot {\frac {\lambda }{\eta \cdot c_{\mathrm {p} }}}}